# Khīārī
Khīārī (persiska: اَحشَمِ عَلی اَحمَد خياری, خياری, Aḩsham-e ‘Alī Aḩmad Khīārī) är en ort i Iran.   Den ligger i provinsen Bushehr, i den centrala delen av landet, 800 km söder om huvudstaden Teheran. Khīārī ligger 40 meter över havet och antalet invånare är 434.
Terrängen runt Khīārī är platt.Runt Khīārī är det ganska glesbefolkat, med 38 invånare per kvadratkilometer. Närmaste större samhälle är Ahram, 9,6 km öster om Khīārī. Trakten runt Khīārī är ofruktbar med lite eller ingen växtlighet.